# Gilwell Park
Gilwell Park es un campamento y centro de actividades para grupos scouts, además de centro de aprendizaje y conferencias para Scouters o Monitores. Las 44 hectáreas del sitio se encuentran en Sewardstonebury, Epping Forest, cerca de Chingford, Londres.
A finales de la Edad Media era una zona agrícola, comprada en 1919 por el Comisionado Scout William de Bois Maclaren y entregada a la Asociación Scout del Reino Unido.
Es un centro de atracción para los dirigentes scout de diferentes partes del mundo debido al programa de formación llamado Insignia de Madera.
El sitio puede albergar a 1.200 personas y pueden realizarse encuentros de hasta 10 000 personas.
Además del camping, el lugar provee lugares para conferencias, fiestas y bodas.

## Historia

### Granja a finales de laEdad Media
En 1407 John Crow Gyldiefords era el propietario del terreno que luego se convertiría en el Campo Scout de Gilwell Park.
En 1422 lo vende a Richard Rolfe, pasando a ser conocido como Gillrolfes, que en inglés antiguo significa la cañada (Gill) de Rolfe (el propietario del terreno). Al morir Rolfe fue conocido con el nombre actual de Gilwell o cañada (Gill) de primavera (Wella).
En 1442 Richard Osborne compró 6 hectáreas donde construyó lo que se conoce como Sala de Osborne (Osborne Hall).
En 1754 William Skrimshire compró el terreno, el cual demolió la antigua residencia, levantando la que hoy se conoce como la Casa Blanca.
En 1771 Leonard Tresilian compró la finca. Su hija Margaret se casó con William Chinnery y heredó el terreno.

### Laherenciade los Chinnery
La familia Chinnery era rica y poderosa. William Chinnery padre poseía buques mercantes y en 1800 bautizó Gilwell a una de las embarcaciones.
En 1793 la Sala de Osborne fue renombrada como Gilwell Hall.
Gran parte de los jardines y caminos actuales fueron diseñados en esa época.
William Chinnery fue acusado de malversar los fondos del Tesoro británico y en 1812 le expropiaron el terreno de Gilwell.
En 1815 Gilpin Gorst compró la finca en subasta pública y la vendió a Thomas Usborne en 1824.
Cuando el puente de Londres fue sustituido en 1826, Usborne compró piezas de piedra de la balaustrada que datan de 1209 y las colocó en el césped del sector Búfalo detrás de la Casa Blanca de Gilwell.
Finalmente el último propietario fue el Reverendo Cranshaw que la compró en 1911 y la vendió a William de Bois Maclaren.

### El Campo Scout
En 1918, tras la finalización de la Primera Guerra Mundial, Robert Baden-Powell veía la necesidad de adquirir para el Movimiento Scout dos terrenos que servirían para campamento de los scouts de Londres y para el adiestramiento de los dirigentes scouts. 
Pese al planteamiento de B-P, no fueron necesarios dos terrenos, sino solo uno, el Gilwell Park, ubicado a veinte millas de Londres. 
Baden-Powell se encontraba en la sede nacional, cuando se encontró con un hombre de aspecto adinerado; le preguntó en qué podía serle útil. El hombre respondió que quería hacer algo relevante por el Movimiento Scout. 
Se trataba de William de Bois MacLaren, un hombre de negocios escocés. El hombre, tras conocer el proyecto de la compra de terrenos, accedió de inmediato y comenzó entonces la búsqueda de un terreno adecuado. Se nombró un pequeño comité dirigido por Sir Percy Everett que se puso inmediatamente a trabajar por encontrar el lugar idóneo. El 8 de marzo de 1919, la comisión llegó a Gilwell, propiedad descuidada y casi abandonada.

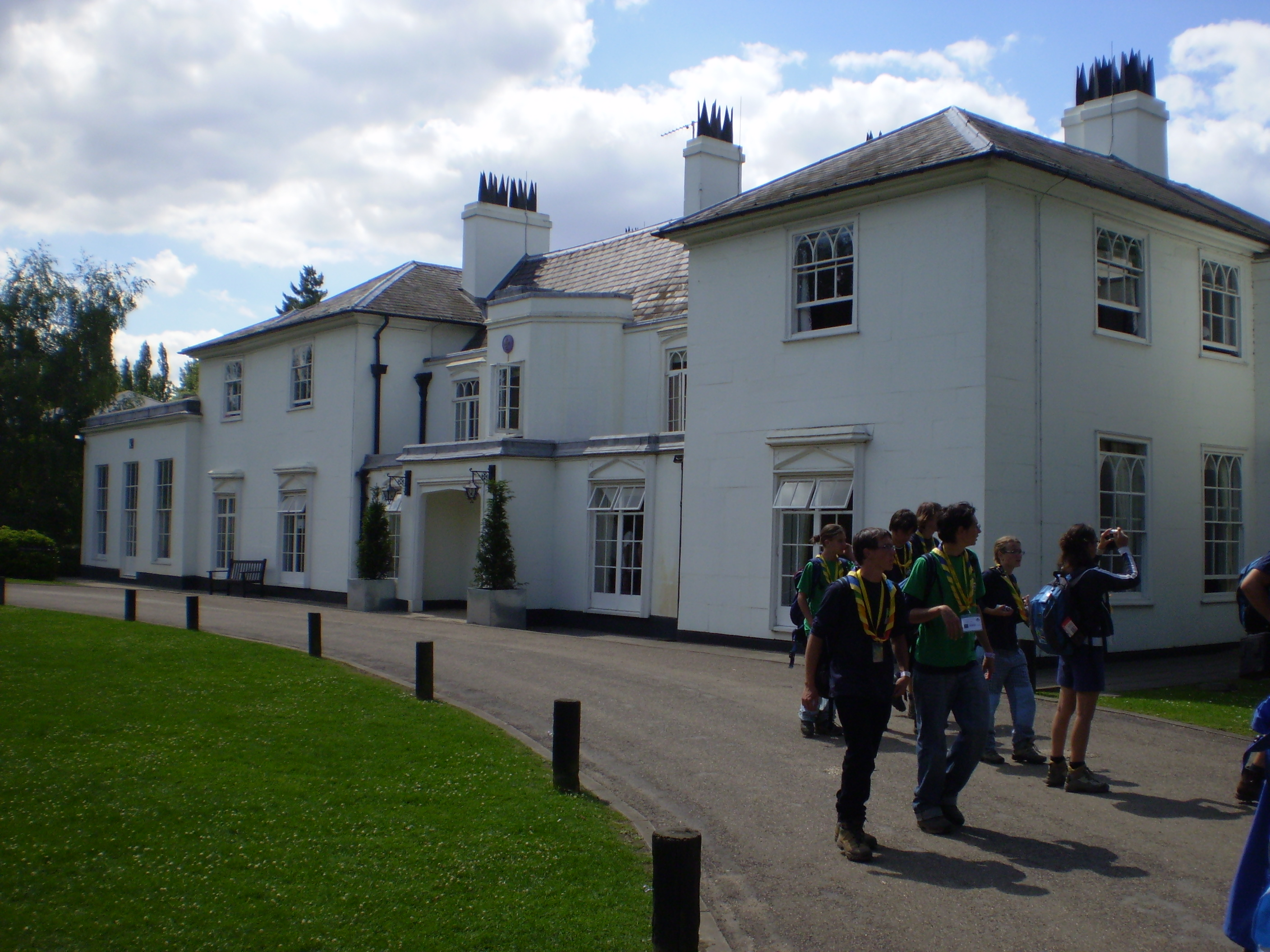
La casa blanca de Gilwell Park.

La compra de la propiedad se dio de inmediato. Para honrar la memoria del donante, el pañuelo o pañoleta de Gilwell lleva en el dorso un pequeño trozo del tartán del clan McLaren.
Maclaren luego fue Comisionado Scout de Rosneath, Dunbartonshire, Escocia.

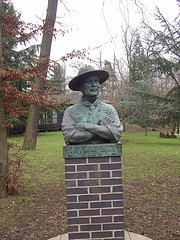
Busto de Baden-Powell, donado a Olave Baden-Powell para Gilwell Park por los Scouts de México en 1968.

### Expropiada durante la Segunda Guerra
El Ministerio de Guerra requisó la finca entre 1940 y 1945, instalando un centro de comando, formación y arsenal de artefactos explosivos.
En la Segunda Guerra el campo fue bombardeado por la fuerza aérea alemana, la Luftwaffe.
El agujero creado por una bomba que explotó allí fue ampliado y hoy se utiliza para natación y canotaje.
En 1970 se construyeron los dormitorios, las aulas de formación, el Salón de lobatos Dorothy Hughes Pack Holiday Centre y el Salón Internacional de la Amistad (Colquhoun Center).

### Los Jefes de Campo
El primer Jefe de Campo fue Frank "Skipper" Gidney y sirvió desde 1919 a 1923, quien inició el programa de la Insignia de Madera.
Ese año lo reemplazó John "Skinner" Wilson, quien se desempeñó hasta 1939.
En 1943 asumió John Thurman, quien continuó hasta 1969.
Su sucesor fue John Huskin.

## Centros Scouts Internacionales
- Centro Scout Internacional de Kandersteg
- Centro nacional de formación Jambville
- Picarquín
- Meztitla
- Griébal